# Z-machine
Die Z-machine ist eine virtuelle Maschine, die von Joel Berez und Marc Blank 1979 entwickelt und von Infocom für ihre Text-Adventures verwendet wurde.

## Technik
Die Z-machine war ein Programm, das für eine Plattform einmalig erstellt wurde und das eine plattformunabhängige 
Spieldatei interpretierte und für die Ein- und Ausgaben auf der jeweiligen Plattform sorgte. Für die Erstellung eines neuen Spiels musste mithin nur die jeweilige Spieldatei erstellt werden, um die Darstellung auf beliebigen Computern kümmerte sich die für diese Computer bereits erstellte Z-machine. Angesichts der zu jener Zeit großen Anzahl von zueinander inkompatiblen Heimcomputer-Systemen stellte dies einen großen Vorteil gegenüber direkt für die jeweilige Rechnerplattform erstellten Programmen dar. Den Programmierern gelang es, die Spiele des Unternehmens so zu strukturieren, dass alle spielspezifischen Inhalte in einer Datei gespeichert und aus dieser ausgelesen wurden. Die Namen von Dateien mit Z-code haben seit dem nichtkommerziellen Z-machine-Revival der 1990er Jahre (ausgelöst durch Graham Nelsons Inform-Compiler und sein erstes veröffentlichtes Spiel Curses) meistens die Dateiendungen .z1, .z2, .z3, .z4, .z5, .z6, .z7 oder .z8., wobei die Zahl die Versionsnummer der Z-machine bezeichnet, für die die Datei bestimmt ist. Die Versionen 7 und 8 stammen von Graham Nelson. Zur Zeit von Infocom waren für die Dateinamen auf Systemen, die Dateiendungen verwendeten, die Endungen .dat (Daten, im Gegensatz zur nativ ausführbaren Datei mit dem Interpreter) und .zip (ZIP = Z-machine Interpreter Program) üblich. Letzteres kollidiert heute allerdings mit der weitverbreiteten Verwendung dieser Dateiendung für PKZIP-kompatible Archivdateien.
Die Spieldateien wurden in der von Infocom entwickelten Programmiersprache ZIL (Zork Implementation Language) erstellt, die auf der am MIT entwickelten Sprache MDL beruhte.

## Geschichte
Das „Z“ in Z-machine steht für Zork, Infocoms erstes Spiel. Infocom selbst erstellte sechs Versionen der Z-machine. Von den ersten beiden Versionen sind jeweils nur zwei Dateien von Infocom bekannt. Die späteren Versionen hatten mehr Möglichkeiten, wobei die sechste Version sogar über Grafikunterstützung verfügte. Der Compiler, den Infocom zur Erstellung ihrer Story-Files verwendete (Zilch genannt), wurde niemals veröffentlicht, auch wenn die Dokumentation der verwendeten Sprache (ZIL für Zork Implementation Language) noch immer existiert. Im Mai 1993 veröffentlichte schließlich Graham Nelson die erste Version seines Inform-Compilers, der ebenfalls Z-machine-Dateien erzeugt. Er war es auch, der während der 1990er nach detaillierter Analyse der vorhandenen Infocom-Dateien einen Z-machine-Standard erstellte. Die zu Grunde liegende Programmiersprache Inform ist allerdings wesentlich anders als ZIL.
Inzwischen ist Inform in der Interactive-Fiction-Gemeinde sehr beliebt geworden, sodass nun ein großer Teil der Interactive Fiction als Story Files für die Z-machine erstellt wird. Der Wunsch nach der Möglichkeit, immer größere Spieledateien zu erzeugen, veranlasste Graham Nelson, die Versionen 7 und 8 der Z-machine zu erstellen, wobei die Version 7 allerdings nur sehr selten benutzt wird. Auf Grund der Art und Weise, wie Adressen verwendet werden, waren Story Files für die Version 3 mit einer Größe von 128 KB begrenzt. Die Version 5 ermöglichte bereits eine Größe von 256 KB, und die Version 8 ermöglicht sogar Story Files mit Größen bis zu 512 KB. Diese Größen mögen angesichts der heutigen Verhältnisse im Computerspiele-Sektor klein erscheinen, sind aber im Fall von Text-Adventures selbst bei der Erstellung von sehr großen Spielen ausreichend.

## Interpreter
Heute gibt es Z-code-Interpreter für eine breite Auswahl von Computerplattformen. Beliebte Interpreter sind Nitfol und Frotz für Personal Computer sowie Text Fiction für Android.

### Nitfol
Nitfol verwendet die Programmierschnittstelle GLK und unterstützt die Versionen 1 bis 8 der Z-machine, inklusive der grafischen Version 6. Spielstände werden im Quetzal-Format abgespeichert. Binärdateien existieren derzeit für verschiedenste Betriebssysteme, darunter Macintosh, Linux, MS-DOS und Windows.

### Frotz

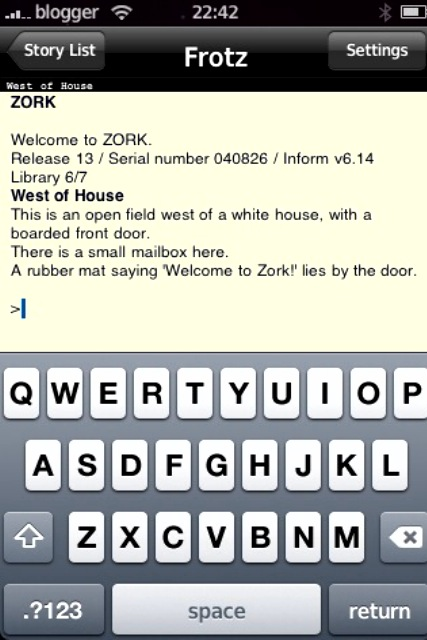
Frotz auf einem iPhone mit dem Spiel Zork

Frotz ist eine weitere Implementation der Z-machine und vielleicht auch die bekannteste und beliebteste. Frotz ist eine der frühesten (wenn auch nicht die erste) nicht durch Infocom erfolgten Umsetzungen. Die erste Version – von Stefan Jokisch herausgegeben – stammt aus dem Jahr 1995. Frotz wurde in der gut portierbaren Programmiersprache C erstellt, was die Portierung der ursprünglichen DOS-Version auf die meisten modernen Computer-Systeme ermöglicht, darunter nicht nur Unix und Windows, sondern sogar Palmtops und Mobiltelefone. Inzwischen wurden verschiedene Erweiterungen hinzugefügt, darunter solche für Sound-Effekte und Grafik.
2002 übernahm David Griffith die Verantwortung für den grundlegenden Code von Frotz. Zu dieser Zeit wurde die Codebasis klar getrennt, und zwar zwischen dem Code für die virtuelle Maschine und jenem für die Benutzerschnittstelle. Dadurch wurde die virtuelle Maschine völlig unabhängig von der Benutzerschnittstelle, was die Programmierung von einigen der ausgefalleneren Portierungen von Frotz ermöglichte. Dazu gehört eine, bei der eine Frotz-Version von einem Instant Messenger umgeben ist, sodass nun die meisten Z-machine-Spiele mit einem Instant Messenger gespielt werden können.

### Text Fiction
Text Fiction ist eine populäre Implementation der Z-Machine für Android. Zu ihren Besonderheiten gehört ein Bedienkonzept, welches sich an bekannten Instant-Messenger-Applikationen orientiert, sowie die Möglichkeit, Eingaben aus Icons und per Copy&Paste zusammenzusetzen, so dass weitgehend auf die Tastatur verzichtet werden kann.